# Zbigniew Boniek
Zbigniew Kazimierz "Zibi" Boniek, född 3 mars 1956, är en polsk idrottsledare och före detta fotbollsspelare, mittfältare. Boniek anses vara en av Polens främste fotbollsspelare någonsin. Han är ordförande i det polska fotbollsförbundet Polski Związek Piłki Nożnej sedan 2012.
Boniek föddes i staden Bydgoszcz och slog igenom i Widzew Lodz. Boniek deltog i 3 VM-turneringar (1978, 1982 och 1986). Polen hade vid den här tiden ett av världens bästa landslag och Boniek vann en bronsmedalj i VM 1982 (fyra 1978). I sista turneringen 1986 blev man utslagna i åttondelsfinalen. 
Efter VM 1982 värvade italienska storklubben Juventus FC Boniek. Att en spelare från Östeuropa värvades till en Västeuropeisk storklubb var mycket ovanligt vid den här tiden. Boniek blev snabbt en stor publikfavorit och vann ihop i Juventus med bland andra Michel Platini och Paolo Rossi i stort sett allt man kan vinna på klubblagsnivå, inklusive Europacupen 1985 som Juventus aldrig vunnit innan. 1986-88 spelade han för AS Roma innan karriären avslutades. Han spelade totalt 80 landskamper för Polen och gjorde 24 mål.
Boniek blev efter kommunismens fall i Östeuropa en framgångsrik affärsman. Han har även tränat landslaget en kort tid. Boniek finns med på FIFAs lista över de 100 bästa fotbollsspelarna genom tiderna.